# Fünfte Thailändisch-Laotische Freundschaftsbrücke
Die Fünfte Thailändisch-Laotische Freundschaftsbrücke (thailändisch สะพานมิตรภาพ 5 ไทย-ลาว), (laotisch ຂົວມິດຕະພາບ ລາວ-ໄທ) führt über den Grenzfluss Mekong und verbindet den Landkreis (Amphoe) Mueang Bueng Kan, Provinz Bueng Kan in Thailand mit der Stadt Pakxan, Provinz Bolikhamsai in Laos.

## Allgemeines
Die Bauarbeiten begannen 2021 und sollten in drei Jahren abgeschlossen sein. Die Baukosten werden auf 1,26 Milliarden Baht (etwa 40,88 Millionen US-Dollar) geschätzt, von diesen Gesamtkosten hat sich Thailand bereit erklärt, 787 Millionen Baht (etwa 25,47 Millionen US-Dollar) und Laos 476 Millionen Baht (etwa 15,41 Millionen US-Dollar) zu übernehmen. Das Projekt umfasst eine 16 Kilometer lange vierspurige Straße, nämlich eine zwölf Kilometer lange Straße  Route 244 im Landkreis Bueng Kan, die 1,3 Kilometer lange eigentliche Brücke über den Mekong (zweispurig) und eine 2,8 Kilometer lange Straße in Laos. Eine Eisenbahnverbindung ist im Gegensatz zur ersten Freundschaftsbrücke nicht vorgesehen. 